# Lederschildkröte

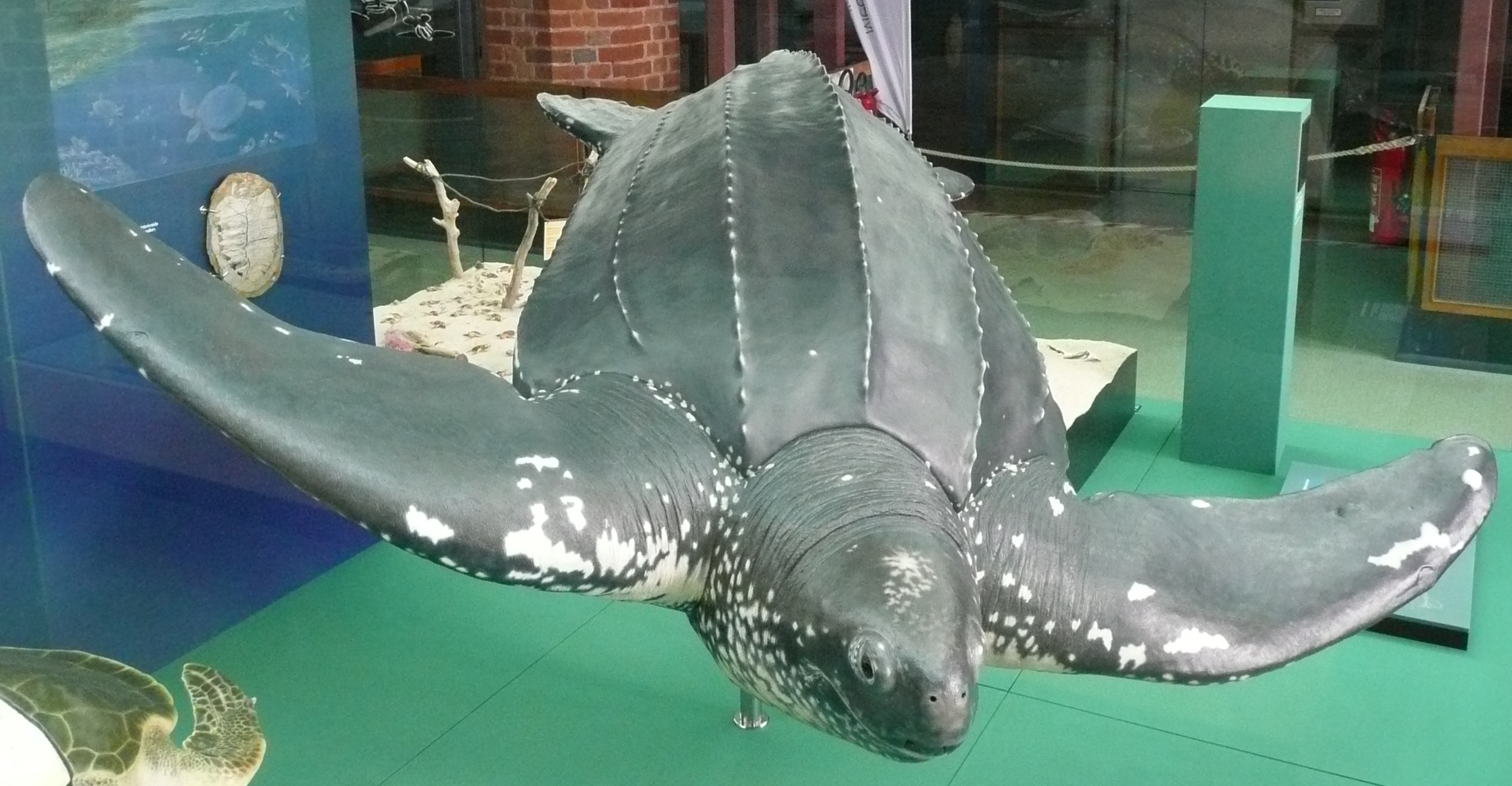
Lederschildkröte Marlene, Deutsches Meeresmuseum, Stralsund

Die Lederschildkröte (Dermochelys coriacea) ist die größte lebende Schildkröte und wird meistens als einzige rezente Angehörige der gleichnamigen Familie (Dermochelyidae) angesehen. Sie zählt somit zoologisch nicht zur Familie der Meeresschildkröten (Cheloniidae), wird aber zusammen mit diesen in die Überfamilie Chelonioidea vereint, die im Deutschen manchmal ebenfalls als Meeresschildkröten bezeichnet wird. Ihr Lebensraum sind tropische und subtropische Meere. Es werden für diese Art bislang keine Unterarten unterschieden.

## Beschreibung
Die Tiere erreichen eine Panzerlänge von bis zu 2,5 Metern und ein Gewicht von über 700 Kilogramm. Den Rekord hält eine Lederschildkröte, die mit einer Carapaxlänge von 256 Zentimetern und einem Gewicht von 916 Kilogramm an den Strand Harlech in Wales gespült wurde.
Ähnlich wie die Weichschildkröten und anders als die übrigen Schildkrötenarten haben Lederschildkröten keinen Rückenschild mit Hornschuppen. Bei ihnen ist der lose zusammenhängende Knochenpanzer vielmehr von einer derben lederartigen Haut umgeben. Der Panzer ist langgestreckt und läuft hinten spitz zu.
Auf dem blau-schwarzen Rücken sind deutlich sieben verdickte Knochenplättchen oder Längskiele zu sehen. Fünf weitere Längskiele finden sich auf dem Bauchpanzer. Der Hals ist verhältnismäßig kurz und kann nicht in den Panzer zurückgezogen werden. Ihre Extremitäten sind zu langen Paddeln umgestaltet. Es fehlen ihnen Krallen, was für Schildkröten sehr untypisch ist. Zwischen ihren Hinterbeinen und dem Schwanz ist außerdem eine Hautmembran aufgespannt.
Oben auf dem Kopf hat jede Lederschildkröte einen rosa Fleck, dessen Form individuell ist. Die Funktion ist unbekannt; möglicherweise handelt es sich um einen lichtsensitiven Hautfleck, der zur Orientierung dient.
Wie Forscher herausfanden, schlagen abtauchende Lederschildkröten zunächst mit kraftvollen Schlägen ihrer Schwimmflossen, um anzutauchen, wobei sie ca. einen halben Meter pro Sekunde in die Tiefe vordringen. Danach werden ihre Schwimmbewegungen jedoch gemächlicher, bis die Tiere schließlich völlig anstrengungslos immer weiter hinabgleiten. Dies liegt daran, dass sich ihr Lungenvolumen bei zunehmender Wassertiefe so stark verringert, dass sie insgesamt ein größeres spezifisches Gewicht als das umgebende Wasser haben. Bis zu 80 Prozent ihrer Tauchstrecke können sie auf diese Art zurücklegen. Ist ihre Lunge kollabiert, können sie dann ausschließlich auf die Sauerstoffvorräte in Blut und Muskeln zurückgreifen.

## Vorkommen

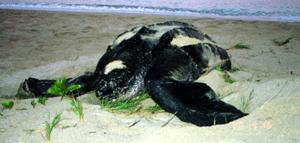
Eine weibliche Lederschildkröte kriecht zur Eiablage den Strand von Saint Croix herauf.

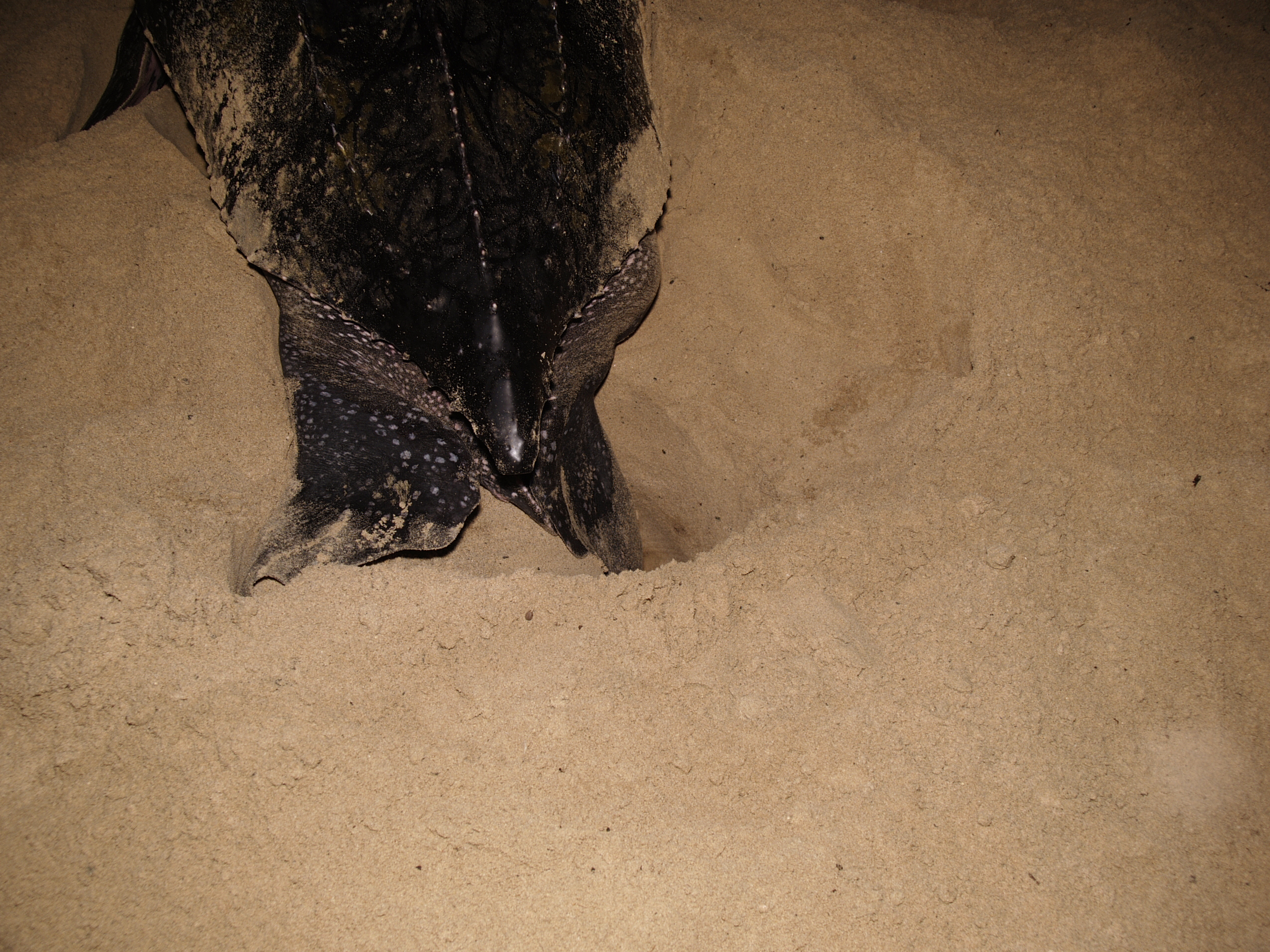
Eine weibliche Lederschildkröte gräbt eine Erdkuhle zur Eiablage am Strand von Saint Croix.

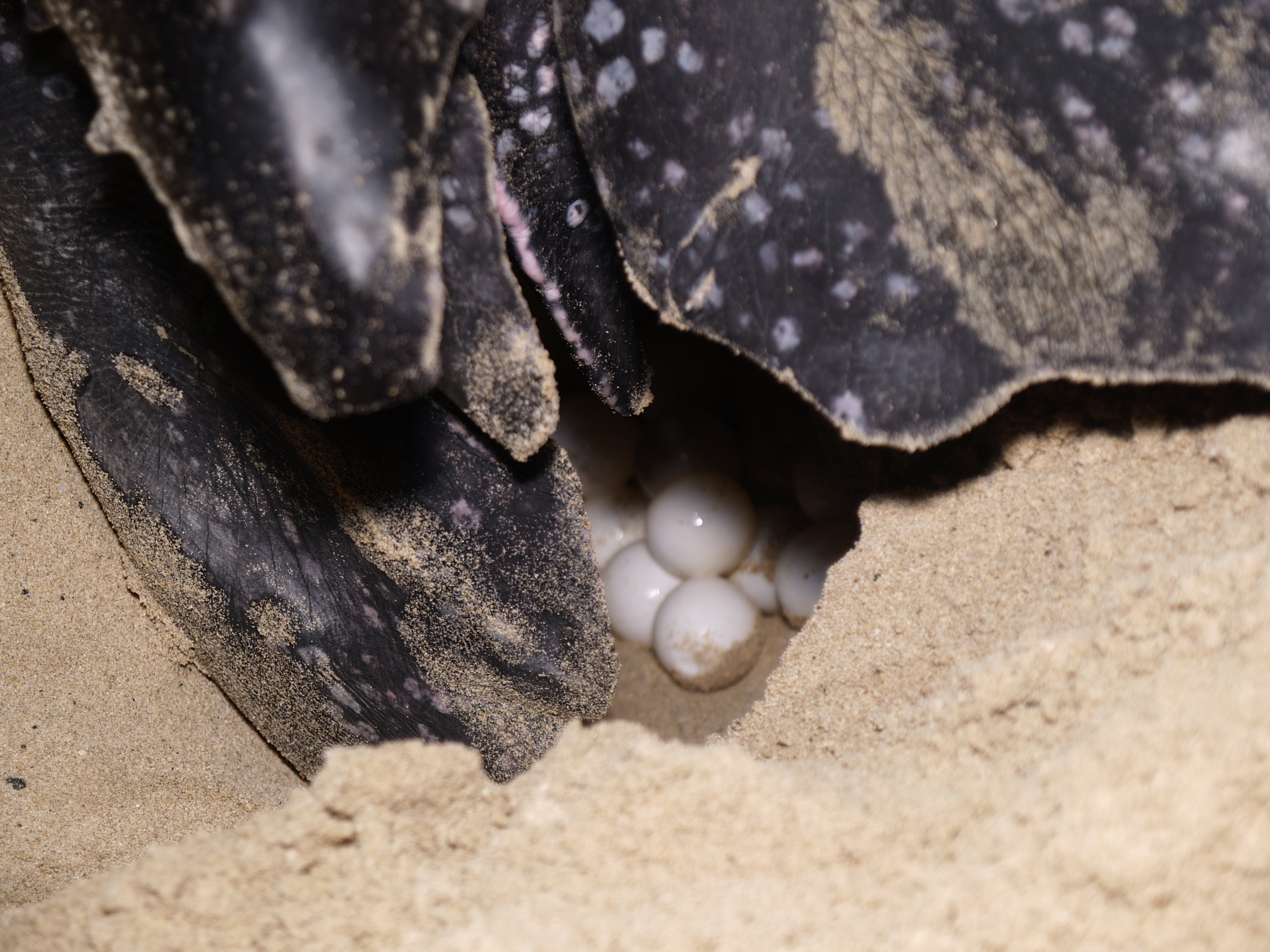
Eine weibliche Lederschildkröte legt ihre Eier in die von ihr gegrabene Erdkuhle am Strand von Saint Croix.

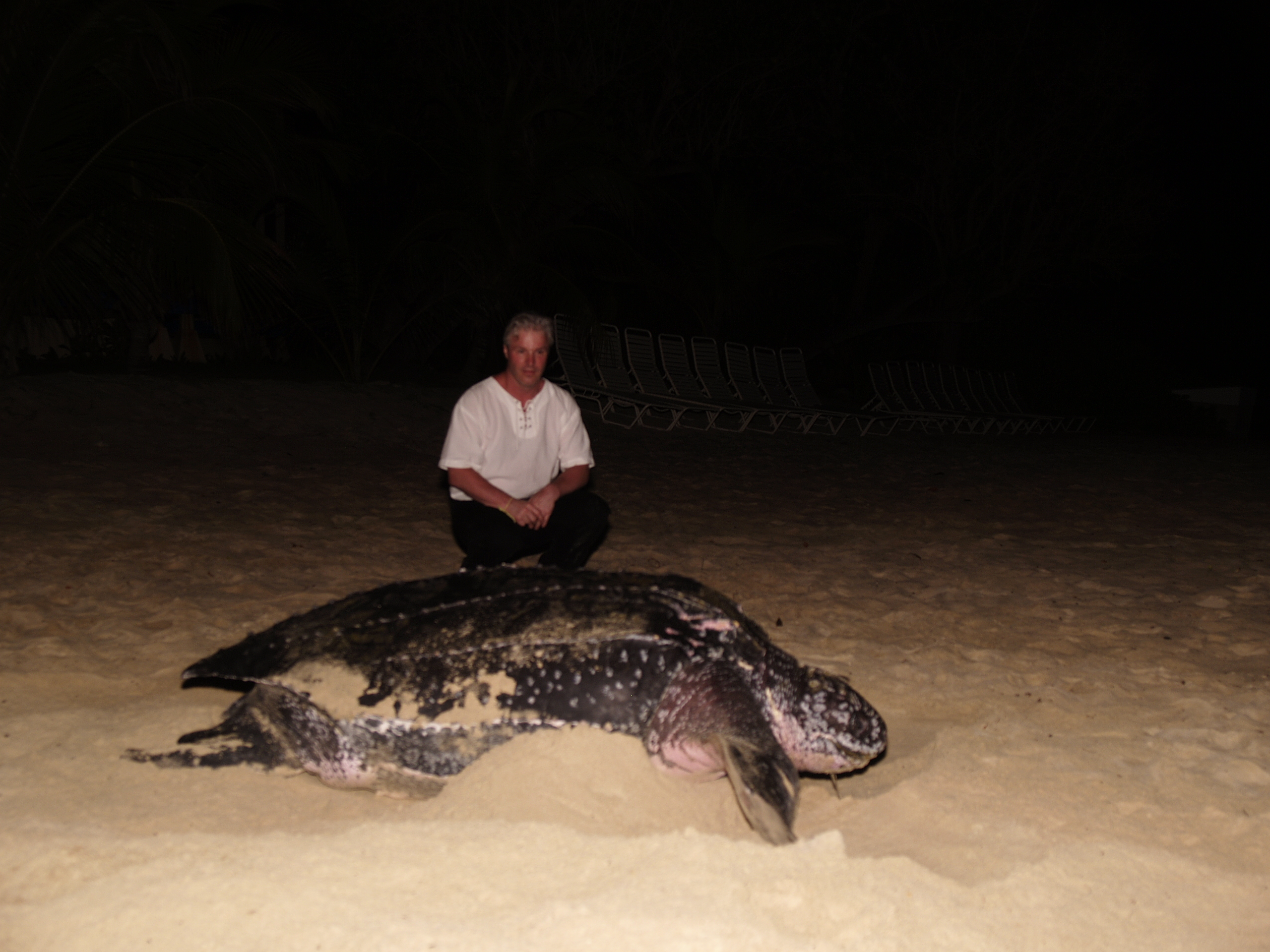
Eine weibliche Lederschildkröte im Größenvergleich mit einem erwachsenen Menschen am Strand von Saint Croix.

Lederschildkröten sind Hochseebewohner und kommen in allen tropischen und subtropischen Meeren vor. Im Sommer gelangen sie gelegentlich auch in die gemäßigten Zonen. Damit haben sie unter allen Reptilien den weitesten Lebensraum. Aufgrund ihrer dunklen Hautfarbe, einer Fettschicht und ihrer hohen Masse können Lederschildkröten auch in kühlem Wasser leben. Sie können ihre Körpertemperatur bis zu 18 Grad über der des umgebenden Wassers halten. So werden beispielsweise vor den Küsten Schottlands verhältnismäßig häufig Lederschildkröten gesichtet. Über ihr Wanderverhalten selbst ist nur wenig bekannt. Zwei Forschungsprojekte, bei denen die Tiere Rucksäcke mit Sendern bekommen, haben Ergebnisse sowohl im Atlantik als auch im Pazifik erbracht. Dabei wurde bekannt, dass die Tiere teilweise im Frühjahr 5000 km aus tropischen in gemäßigte Gewässer schwimmen, und im Herbst wieder zurückkehren. Daneben werden nistende Weibchen markiert, um herauszufinden, ob sie ihren Nistplätzen treu bleiben.

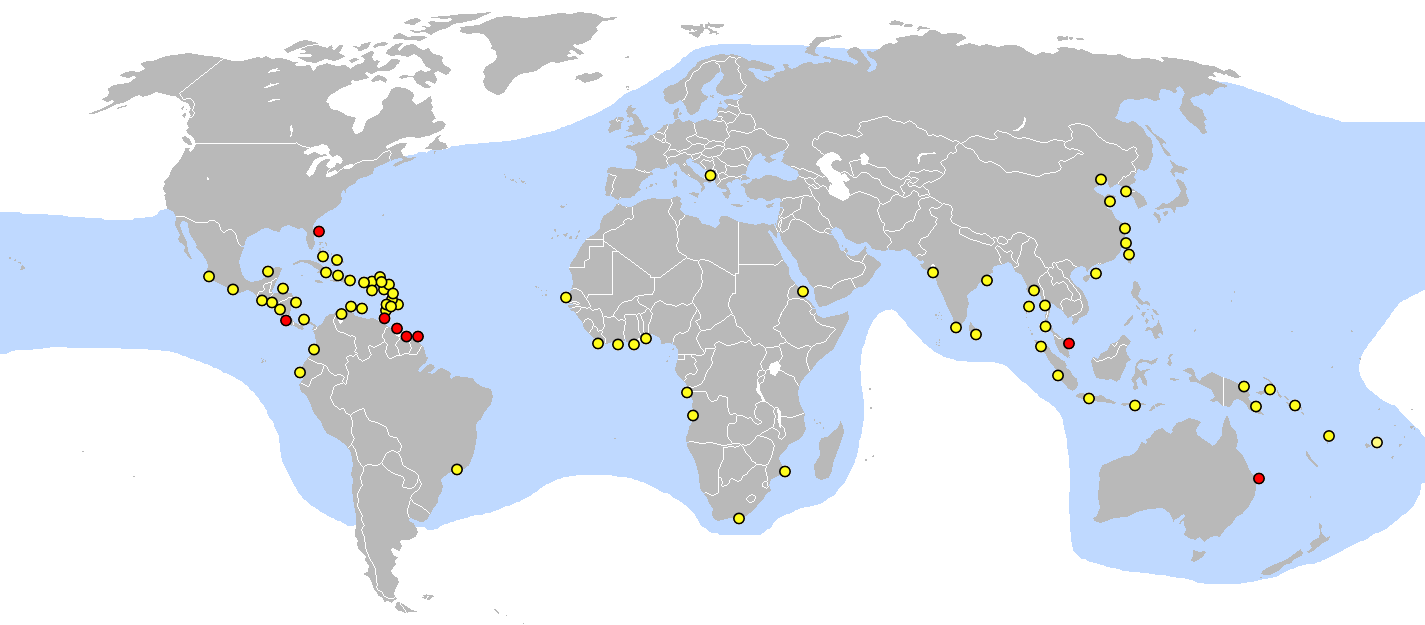
Verbreitung der Lederschildkröte (Dermochelys coriacea). Gelbe Kreise zeigen kleine Eiablageplätze, rote Kreise bekannte große Eiablageplätze

Am 5. September 2006 wurde an der nordfriesischen Insel Amrum ein leerer Panzer einer Lederschildkröte angespült. Vor den Küsten der Niederlande wurden in letzter Zeit (2009) vereinzelt lebende Exemplare gesichtet. Bislang rätselt die Fachwelt darüber, wie die Tiere in die relativ kühle Nordsee gelangt sind. Anfang August 2012 wurde ein rund 320 Kilogramm schweres und 2 Meter langes Exemplar bei Salin-de-Giraud in der Camargue an der französischen Mittelmeerküste aufgefunden. Das Tier hatte eine Kennmarke aus dem Karibikstaat Trinidad und Tobago, war also rund 7000 km weit gewandert. Im September 2014 wurde im Nusfjord auf den Lofoten (Norwegen) eine etwa 180 cm – 200 cm lange Lederschildkröte beobachtet und fotografiert. Im August 2015 wurde eine Lederschildkröte an der dänischen Insel Langeland angespült. Im September 2023 wurde eine 500 kg schwere Lederschildkröte an der Nordsee vor Schleswig-Holstein angespült. Am 13. Juli 2024 wurde der Kadaver einer 1,40 m langen Lederschildkröte im Nordwesten der estnischen Ostseeinsel Ösel (Saaremaa) angespült.

## Fortpflanzung
In Gefangenschaft gehaltene Lederschildkröten erreichen ihre Geschlechtsreife mitunter bereits im Alter von zwei bis drei Jahren. Während der Paarung umklammert das Männchen mit seinen extrem langen Flossen das Weibchen in der Körpermitte.
Obwohl Lederschildkröten sehr gut an das Leben im Wasser angepasst sind, brauchen sie das Land zur Eiablage. Die Nester werden an Sandküsten überall in der Welt angelegt. Es sind etwa 64 Niststrände für diese Art bekannt:
- Die Niststrände an den Küsten des Atlantiks finden sich in Nordamerika (Florida), der Karibik und Mittelamerika (Jamaika, Trinidad und Tobago, Nicaragua, Costa Rica, Guatemala) und in Südamerika (Suriname, Französisch-Guayana) sowie in Afrika (Gabun, Westküste Südafrikas).
- Die Niststrände an den Küsten des Indischen Ozeans in Natal, Sri Lanka, Indien, Thailand, Malaysia, Australien und im Pazifik vor Mexiko.

Die Weibchen schwimmen in der Nacht an den Strand und graben dort eine Kuhle in den Sand, in die sie 50–100 Eier legen.
Nach dem Zuschieben der Kuhle kehren die Tiere ins Meer zurück und überlassen das Ausbrüten der Eier der Sonnenwärme. Die Gelege sind stark durch Fressfeinde gefährdet. Bei Untersuchungen auf Sri Lanka und in Indien fielen 59 Prozent aller Gelege Wildschweinen und Goldschakalen zum Opfer. Die Inkubationstemperatur hat einen Einfluss auf das Geschlecht des schlüpfenden Jungtiers. Bei Temperaturen zwischen 27 und 28,7 Grad schlüpfen überwiegend Männchen. Bei Temperaturen von 29,7 bis 32 Grad Celsius sind es überwiegend Weibchen, die die Eier verlassen. Sie sind zu diesem Zeitpunkt zwischen 5,8 und 6 Zentimeter groß.
Die nach etwa 55 bis 56 Tagen ausschlüpfenden Jungtiere suchen sofort das Wasser auf. Über das Leben bis zur erwachsenen Schildkröte oder das Alter der Geschlechtsreife ist wenig bekannt. Paarung und weiteres Leben finden ausschließlich im Wasser statt. Nur die weiblichen Tiere kehren jemals wieder an Land zurück.

## Ernährung
Die Lederschildkröte ist ein ausgezeichneter Taucher. Sie erreicht Tiefen von bis zu 1200 Meter.
Die Hauptnahrung der Lederschildkröte sind Quallen, deren Hauptvorkommen sie in allen Weltmeeren aufsuchen. Die scharfen Hornschneiden ihres Kiefers sind dabei hilfreich, die schlüpfrige Nahrung zu packen. Eine Lederschildkröte frisst zwischen 10 und 100 kg Quallen pro Tag.

## Gefährdungsstatus
Wie die echten Meeresschildkröten sind die Lederschildkröten insbesondere im Pazifik in ihrem Bestand gefährdet. Gründe dafür sind die Jagd, die Entnahme von Eiern aus den Nestern zum Verzehr sowie die Fischerei. Im indischen Tamil Nadu wird auch aus den Panzern dieser Art ein Öl gewonnen, das vor Ort genutzt wird, um die Holzboote abzudichten.
Eine wesentlich größere Gefahr stellen für Lederschildkröten die Fischerei und der im Meer treibende Müll dar. Die Lederschildkröten verfangen sich in Netzen und langen Leinen und ersticken aufgrund Luftmangels unter Wasser. Mitunter halten sie im Wasser treibende Plastiktüten für Quallen und verzehren sie. Das kann für die Schildkröten tödlich sein. Die großen Mengen an Müll, die in großen Müllstrudeln in den Meeren treiben, stellen daher eine der größten Gefahren für diese Art dar. Untersuchungen haben gezeigt, dass 44 Prozent der Tiere Plastikmüll im Magen haben. Im Atlantik ist die Situation weniger dramatisch.
In einem Bericht der IUCN von Dezember 2009 für die UN-Klimakonferenz in Kopenhagen wird davon ausgegangen, dass die Lederschildkröte eine der durch die globale Erwärmung mit am stärksten bedrohten Tierarten sei.

## Belege